# Краєнберггемайнде
Краєнберггемайнде (нім. Krayenberggemeinde) — громада в Німеччині, розташована в землі Тюрингія. Входить до складу району Вартбург.
Площа — 31,55 км2. Населення становить 5018 ос. (станом на 31 грудня 2021).